# Гилмор, Куинси
Куи́нси А́дамс Ги́лмор (англ. Quincy Adams Gillmore) (28 августа 1825 — 7 апреля 1877) — американский инженер, писатель, генерал армии Союза во время Гражданской войны.

## Биография
Родился 28 февраля 1825 года в округе Лорейн, штат Огайо в многодетной семье Квартуса и Элизабет Гилмор. Получил имя в честь президента США Джона Куинси Адамса. Дед будущего военачальника, Эдмунд Гилмор, был основателем поселка Блэк-Ривер. Юный Куинси работал на семейной ферме, а в остальное время посещал школу — сначала академию в Норуолке, а затем, в старших классах, школу в Элирии.
1 июля 1845 года поступил в Военную академию США, которую спустя 4 года окончил первым в выпуске из 43 кадетов. После выпуска Гилмору был присвоен временный чин второго лейтенанта, и он был приписан к Корпусу инженеров. Следующие три года он служил в Хэмптон-Роудс, штат Виргиния, где занимал должность помощника инженера и занимался строительством фортов Коллинз и Кэлхун. В 1850 году он взял в жены Мэри Изабеллу О'Махер, которая родила ему четырёх сыновей и дочь.
С 1852 по 1856 год Гилмор преподавал инженерное дело в Вест-Пойнте, занимая должность ассистента преподавателя. 5 сентября 1853 года его утвердили в чине второго лейтенанта, а 1 июля 1856 года ему присвоили звание первого лейтенанта. Гилмор вернулся в штат Виргиния, где занимался строительством форта Монро. В том же году его перевели в Нью-Йорк, где он до 1858 года занимался закупками для нужд американской армии.
В 1861 году Мэри скончалась. Гилмор отправил детей на ферму к отцу.
После начала Гражданской войны 6 августа 1861 года Гилмор получил чин капитана и был направлен на о-в Хилтон-Хед в качестве главного инженера Порт-Ройялского экспедиционного корпуса, которым командовал бригадный генерал Шерман. В его обязанности входили строительство укреплений на о-ве Хилтон-Хед, подготовка к захвату о-ва Тайби и последующей блокады порта Саванна.
1 декабря 1861 года отряд войск Союза под командованием Гилмора полностью овладел о-вом Тайби. Гилмор предложил установить на острове батареи, вооруженные мортирами и нарезными орудиями для обстрела форта Пуласки. Генерал Шерман согласился и запросил у военного департамента необходимую артиллерию. 19 февраля 1862 года Гилмор был повышен в чине до бригадного генерала добровольческой армии и назначен командующим силами северян на о-ве Тайби. Начатый 10 апреля обстрел форта Пуласки на следующий день привел к капитуляции гарнизона. Считается, что Гилмор первым применил нарезную артиллерию для разрушения каменных фортификационных сооружений.
Во время осады форта Гилмор заболел малярией и по окончании боевых действий взял короткий отпуск для лечения. В августе и сентябре 1862 года он помогал губернатору штата Нью-Йорк распределять войска. Затем его перевели в штат Кентукки, где Гилмор командовал отрядом кавалерии и конной пехоты, во главе которого 31 марта 1863 года одержал победу в сражении при Сомерсете. За «доблестную и достойную поощрения службу» военный департамент присвоил Гилмору чин полковника регулярной армии.
1 июня 1863 года, после очередного короткого отпуска, Гилмор получил чин майора Корпуса инженеров. 3 июня военный департамент издал приказ №24, которым Гилмор был назначен командующим Южным отделом вместо генерала Хантера. 12 июня Гилмор прибыл на о-в Хилтон-Хед и принял командование войсками. 2 июля Сенат США утвердил его производство в генерал-майоры добровольческой армии. 16 июля военный департамент окончательно утвердил Гилмора в качестве преемника Хантера, назначив его командующим X армейским корпусом.
В новом качестве Гилмор начал планировать взятие форта Самтер, захваченного южанами в начале Гражданской войны. Однако для этого было необходимо взять форт Вагнер и батарею Грегг, расположенные на северной оконечности о-ва Моррис. Предпринятая 10 июля попытка штурма форта Вагнер завершилась неудачей, хотя федеральные войска сумели закрепиться в южной части о-ва Моррис. 18 июля была предпринята вторая попытка штурма, в результате которой северяне понесли огромные потери, так и не достигнув цели. Гилмор перешёл к планомерной осаде форта, в результате чего 6 сентября конфедераты оставили о-в Моррис. В результате северяне получили возможность обстреливать из тяжелых орудий Чарлстон и форт Самтер (последний в конце концов был полностью разрушен).
4 апреля 1864 года Гилмор получил приказ начальника штаба армии США Генри Халлека отправиться в форт Монро, штат Виргиния, взяв с собой максимально возможный отряд из состава Южного отдела, и войти в подчинение генералу Батлеру. В тот момент как раз готовилась операция по взятию Ричмонда с юга-востока скоординированная с действиями Потомакской армии Улисса Гранта против Северовирджинской армии Роберта Ли. Для этого X корпус Гилмора и XVIII корпус Уильяма Смита должны были нанести удар вдоль р. Джеймс. Силы двух корпусов получили название "Армия Джеймс" (англ. Army of James), а кампания — "кампанией Бермуда-Хандред" (англ. Bermuda Hundred Campaign — по названию рыбацкой деревни на р. Джеймс).
Гилмор прибыл в форт Монро в первых числах мая, как раз к началу кампании, которая развивалась неудачно и сопровождалась разногласиями между командирами корпусов и Батлером. 3 июня Гилмор получил чин подполковника Корпуса инженеров. 9 июня Батлер отправил Гилмора с недостаточно сильным отрядом атаковать Питерсберг. Сражение окончилось поражением северян, всю вину за которое Батлер возложил на Гилмора. После гневной переписки 14 июня Батлер отстранил Гилмора от командования и приказал ему вернуться в форт Монро, однако 17 июня генерал Грант попросил Батлера отменить приказ с тем, чтобы Гилмор мог покинуть пост с достоинством. Батлер согласился, и Грант своим приказом №36 освободил Гилмора от командования корпусом «по его собственной просьбе» и приказал прибыть в Вашингтон в распоряжение генерал-адъютанта армии США Лоренцо Томаса.
11 июля 1864 года военный министр США Эдвин Стэнтон назначил Гилмора командующим частью сил XIX корпуса в Вашингтонском отделе. Следующие два дня Гилмор возглавлял войска, защищавшие северо-восточный сектор укреплений вокруг Вашингтона (от форта Линкольн до форта Тоттен). Однако уже 14 июня он упал с лошади и серьёзно повредил ногу, в результате чего был вынужден оставить пост.
15 сентября 1864 года военный департамент издал приказ №264, которым формально утвердил Гилмора в чине генерал-майора, начиная с 10 июля 1963 года.
30 января 1865 года Гилмор получил от начальника штаба армии США извещение, что военный министр назначил его командующим Южным отделом. 9 февраля Гилмор прибыл на о-в Хилтон-Хед и вступил в должность. 17 февраля гарнизон конфедератов покинул форт Самтер, и Гилмор приказал подчиненным ему войскам занять разрушенное укрепление. 14 апреля Гилмор и бывший комендант форта Самтер, сдавший его в 1861 году южанам, генерал Роберт Андерсон подняли над фортом флаг Союза, после чего Гилмор распорядился перенести в разрушенный форт свой штаб.
17 ноября 1865 года Гилмор покинул должность командующего Южным отделом, а 5 декабря в Вашингтоне покинул ряды добровольческой армии. Он продолжил службу в Корпусе инженеров, где дослужился до чина полковника (20 февраля 1883 года).
Он повторно женился на Лоре Мэррифилд. Гилмор скончался 7 апреля 1888 года в Бруклине, Нью-Йорк, и был похоронен на Вест-Пойнтском кладбище, на участке Военной академии.

## Сочинения
- The Siege and Reduction of Fort Pulaski (1863)
- Engineer and artillery operations against the defences of Charleston harbor in 1863 (1865)
- The Strength of the Building Stones of the United States (1874)
- A Practical Treatise on Roads, Streets, and Pavements (1876)
- Limes, Hydraulic Cements, and Mortars